# Hawker Siddeley

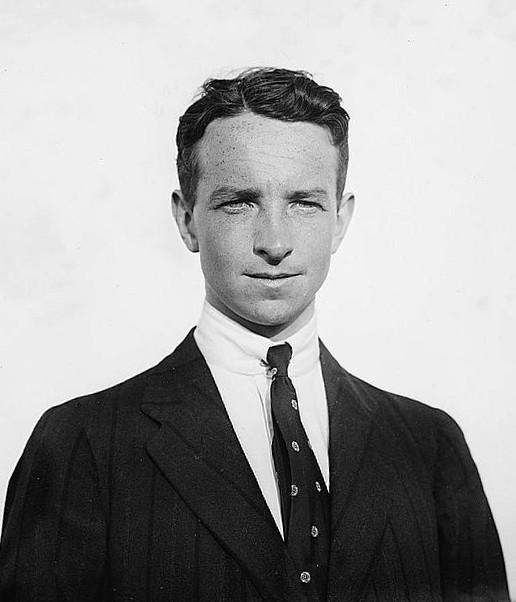
Mede-oprichter en bestuurslid Thomas Sopwith (1911)

Hawker Siddeley was een groep van Britse fabrikanten, bekend van hun vliegtuigproductie. Hawker Siddeley combineerde de erfgoederen van meerdere bekende Britse vliegtuigbouwers, en kwam als een van de twee grote vliegtuigbouwers naar boven na fusies en overnames in de jaren 1960. In 1977 werd Hawker Siddeley een van de oprichters van de genationaliseerde British Aerospace (BAe). In 1993 verkocht BAe haar productielijn van zakenjets aan het Amerikaanse Raytheon (nu Hawker Beechcraft), die het Hawkererfgoed in ere houdt met een lijn van zakenjets.

## Geschiedenis

### 1935-1945
Hawker Siddeley Aircraft werd gevormd in 1935. Hawker Aircraft nam de bedrijven over van J.D. Siddeley voor 1 miljoen pond. Tom Sopwith, mede-oprichter van Hawker, richtte zich op de strategie en Frank Spriggs werd directeur. De combinatie bestond uit de vliegtuigbouwers Hawker Aircraft, Gloster Aircraft Company, A.V. Roe & Company (Avro) en Armstrong Whitworth Aircraft. De bedrijven bleven vliegtuigen produceren onder hun eigen naam en deelden productie en innovatietechnieken met de rest van de groep. Andere bedrijven van HSA waren autofabrikant en motorbouwer Armstrong Siddeley Motors, A.W. Hawksley, Air Service Training die de opleiding van piloten en technisch personeel verzorgde, en High Duty Alloys.
Tijdens de Tweede Wereldoorlog was Hawker Siddeley een van belangrijkste Britse vliegtuigconcerns, die vele ontwerpen produceerde, waaronder de beroemde jager Hawker Hurricane die, samen met de Supermarine Spitfire, de Britse frontverdediging was tijdens de Battle of Britain. Het bedrijf groeide sterk van zo’n 20.000 medewerkers in 1938 naar 100.000 medewerkers in 1944 en de maandelijkse vliegtuigproductie steeg van 60 naar 600 stuks in dezelfde periode. 
Bij het uitbreken van de oorlog was de Avro Anson in gebruik als verkenningsvliegtuig. Avro werkte aan de Manchester, dit was geen succes, maar was wel de basis voor de uitstekende Lancaster bommenwerper waarvan er ruim 7000 zijn gebouwd. Armstrong Withworth bouwde de twee-motorige Whitley bommenwerper en hielp later bij de productie van de Lancaster. Hawker had de Huricanne en werkte aan de opvolgers Typhoon en Tempest. De dubbeldekker Gloster Gladiator was verouderd, maar nog steeds in gebruik. De productiecapaciteit van Gloster werd gebruikt voor de Hurricane en Typhoon. Gloster ontwikkelde het eerste straalvliegtuig die in mei 1941 voor het eerst vloog en dit was de voorloper van de Meteor. Armstrong Siddeley Motors maakte veel motoren en Air Service Training trainde meer dan 40.000 personen. In de oorlog produceerde Hawker Siddeley 40.089 vliegtuigen voor de RAF, ofwel zo’n 30% van het totaal.
In 1945 kocht Hawker Siddeley Victory Aircraft uit Malton, Ontario, Canada van de Canadese regering, en hernoemde het bedrijf A.V. Roe Canada, beter bekend als Avro Canada, een volledige dochteronderneming van Hawker Siddeley. Tijdens haar levensduur produceerde Avro Canada de Avro Jetliner, Avro CF-100 en CF-105 Arrow. Na het annuleren van de Avro Arrow begon het bedrijf uit elkaar te vallen. In 1962 werd Avro Canada opgedeeld en de overgebleven onderdelen gingen naar Hawker Siddely Canada. Het onderdeel railsconstructie werd aangekocht door Bombardier Transportation.

### Na 1945

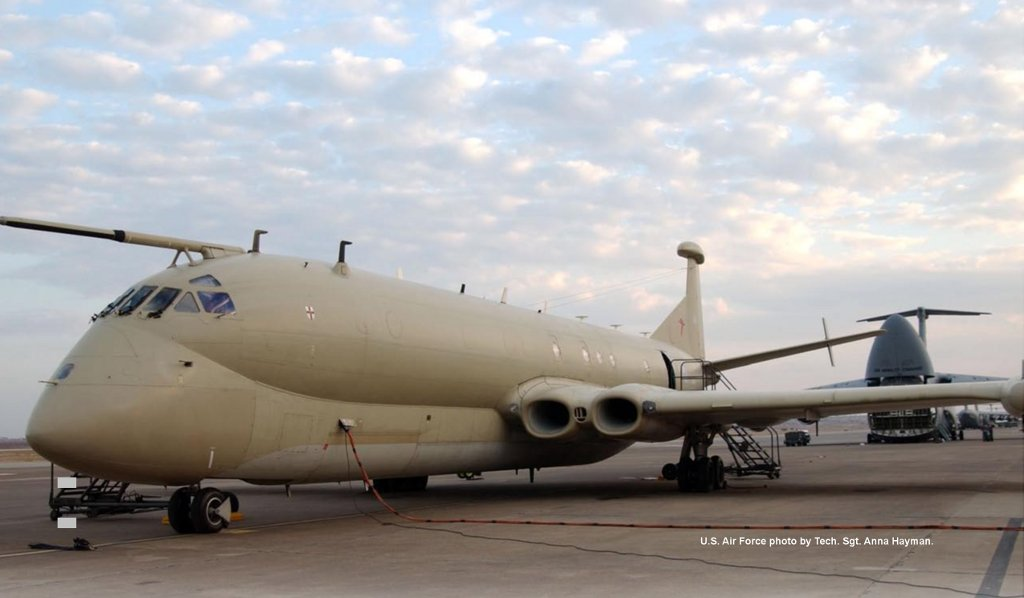
Nimrod MR-2

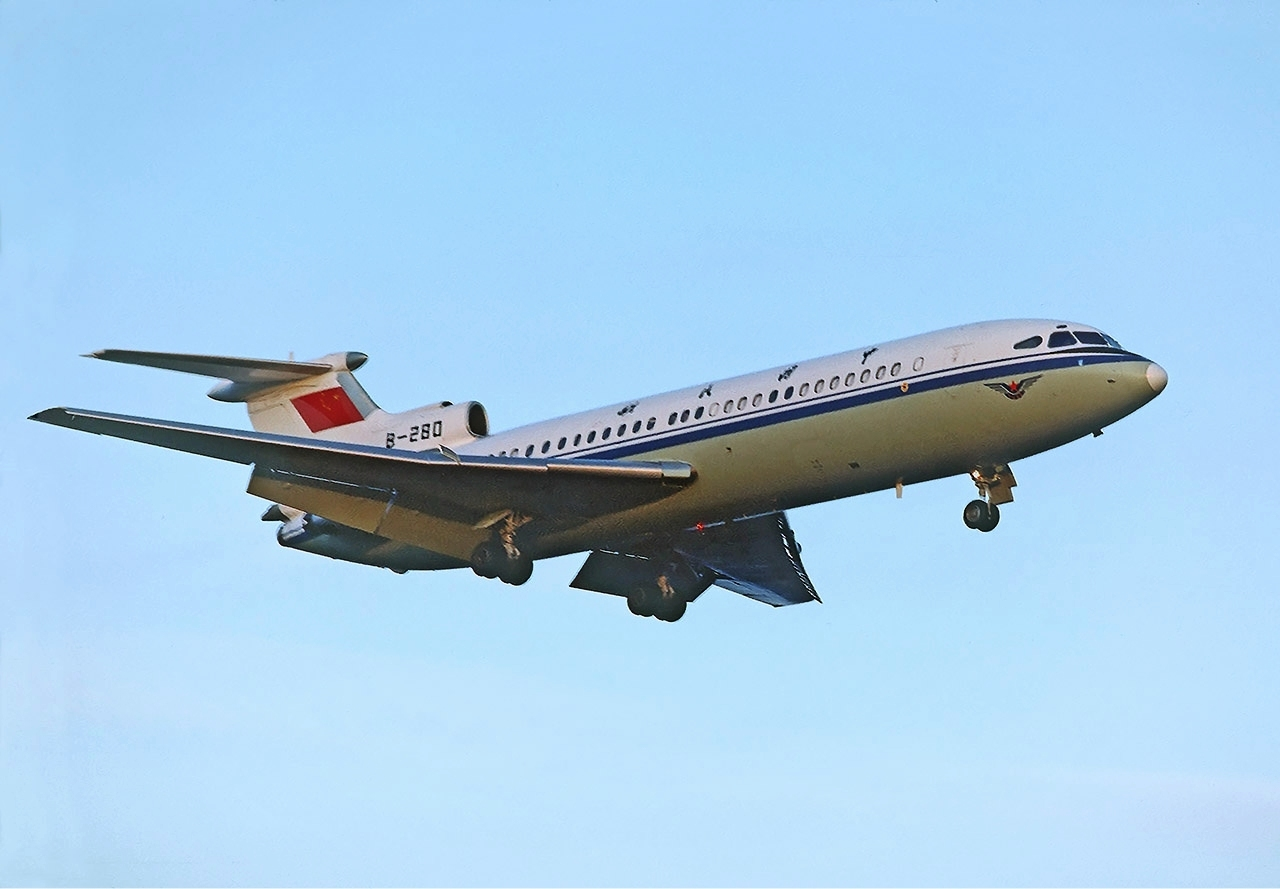
Trident in dienst van CAAC, de Volksrepubliek China heeft veel toestellen van dit type gekocht

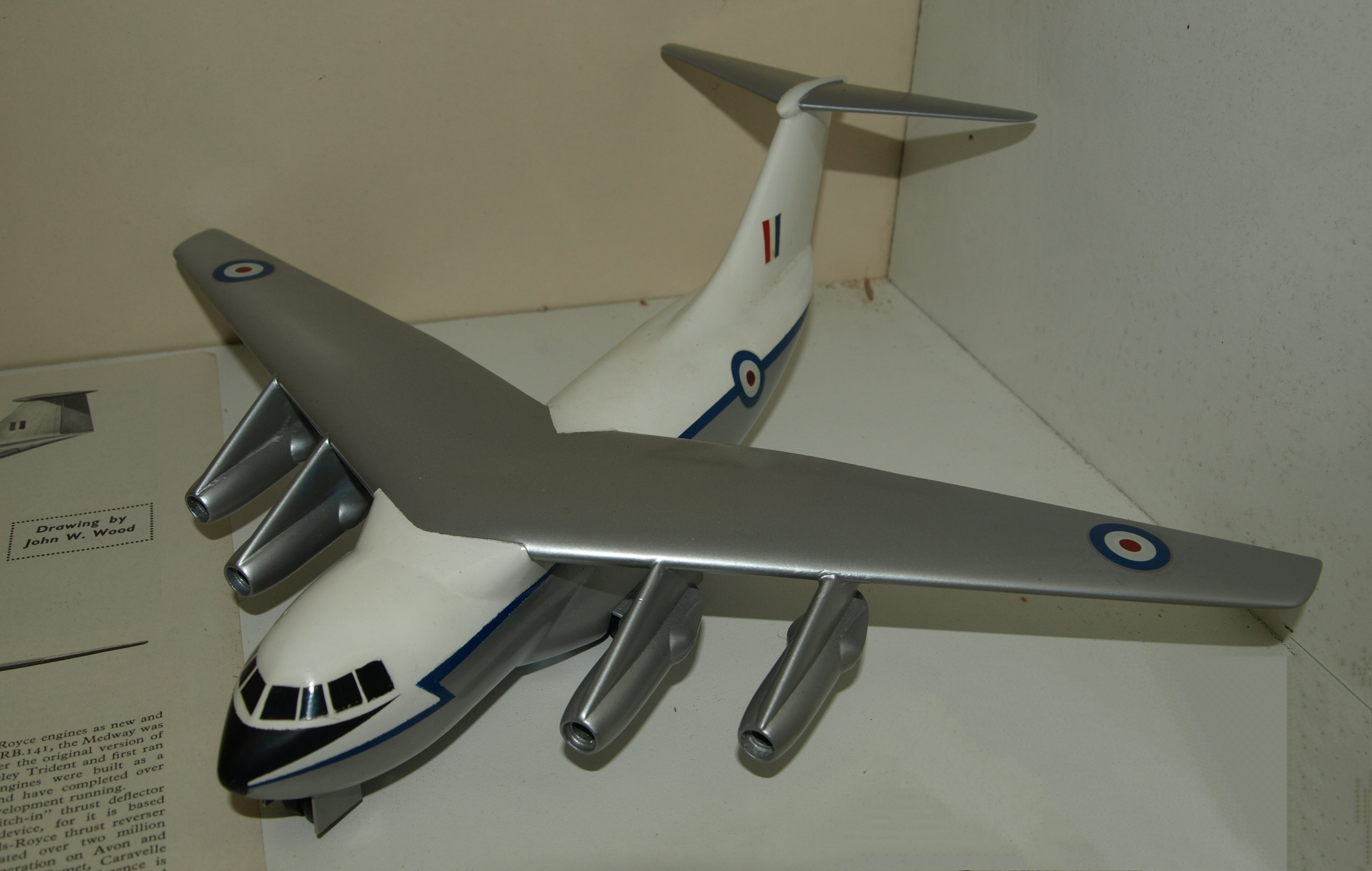
Model van de HS681 die nooit in productie is gekomen

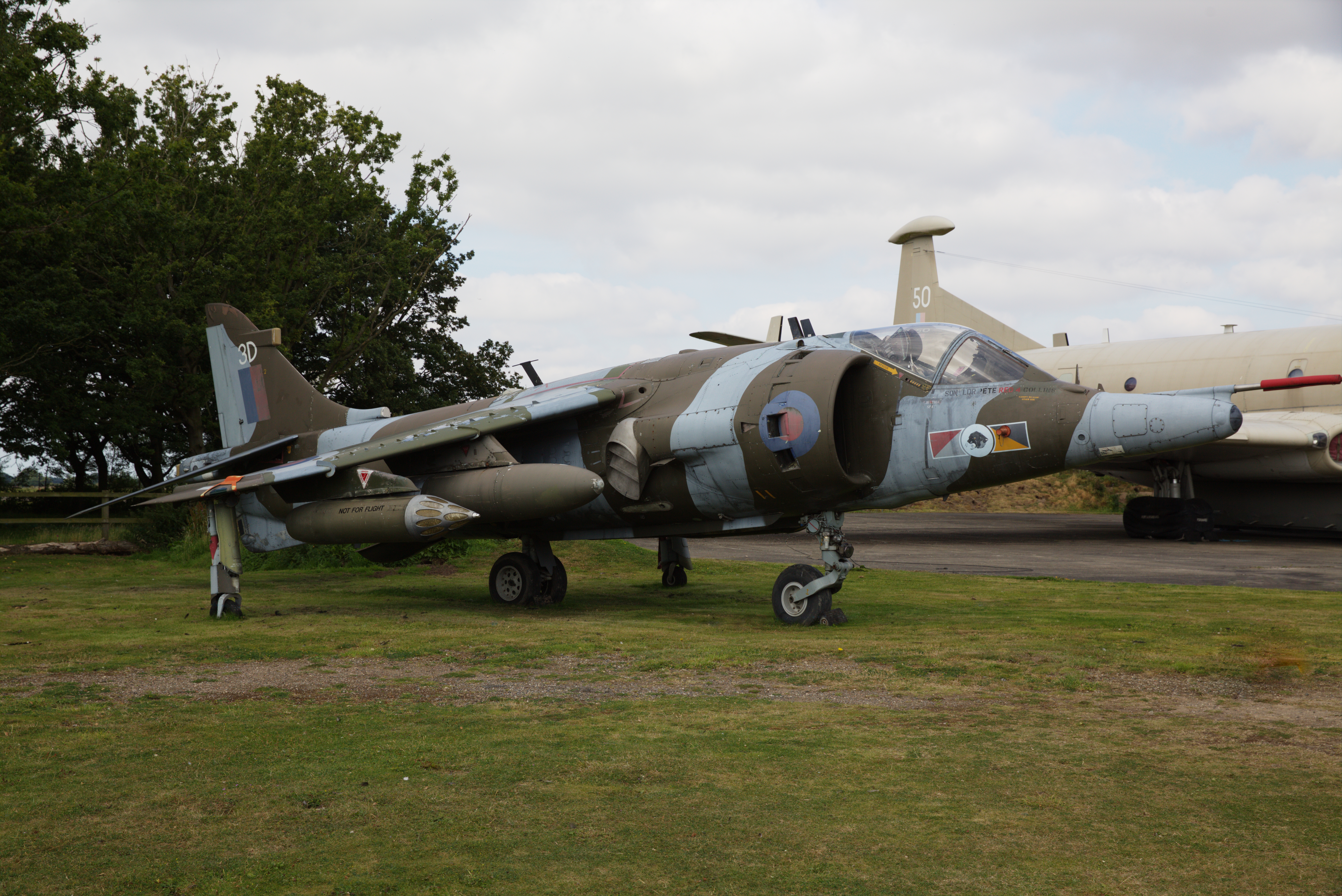
Harrier

Na de oorlog nam de vraag naar vliegtuigen af. De technologische ontwikkeling was heel snel gegaan en Hawker Siddeley zag kansen om de oude propellervliegtuigen te vervangen door moderne straalvliegtuigen zoals de Meteor. Amstrong Whitworth en Avro maakte passagierstoestellen maar de Apollo kwam niet in productie en van de Tudor werden maar 38 exemplaren gemaakt. Na deze commerciële mislukkingen besloot het bedrijf zich te richten op militaire opdrachten.
In 1948 werd de bedrijfsnaam veranderd in Hawker Siddeley Group, omdat de oude naam niet alle activiteiten meer dekte.

#### Uitbreiding door overnames
In 1957 werd Brush Group overgenomen, die bestond uit onder meer Brush Electrical Machines en Brush Traction dat spoormaterieel produceerde, alsook locomotieven. Het Brush prototype locomotief Falcon was ook bekend als de HS4000; Hawker Siddeley 4000 pk. Later volgden nog meer spoorwegondernemingen zoals Westinghouse Brake & Signal en de motorenbouwer Mirrlees Blackstone. In 1957 werd ook Canadian Dominion Steel and Coal Corporation overgenomen, een belangrijke producent van mijnbouwmaterieel.
In 1957 realiseerde de groep een winst vóór belastingen van £12,8 miljoen, hiervan was de helft afkomstig uit Canada. In 1945 werkten er 300 werknemers in Canada, maar dit steeg naar 20.000 in 1957. Over 1958 rapporteerde de groep een omzet van £250 miljoen en telde het bijna 100.000 medewerkers.
In 1957 publiceerde de Britse minister van Defensie, Duncan Sandys, zijn White Paper. Naar aanleiding van zijn nota besloot de Britse regering dat, met het afnemende aanbod van vliegtuigcontracten, het beter was dat de bestaande vliegtuigbouwers, op dat moment nog ongeveer 15, zouden opgaan in enkele veel grotere bedrijven. Uit dit besluit kwam de order dat alle toekomstige contracten afspraken over fusies moesten bevatten. In 1959 werd de vliegtuigmotormaker Armstrong Siddeley samengevoegd met dat van Bristol Aero Engines, tot Bristol Siddeley. Verder werden in dat jaar Folland Aircraft gekocht en de Havilland Aircraft Company en tot slot Blackburn Aircraft in 1960. Folland had destijds de Gnat in de collectie, een lichtgewicht gevechtstoestel, en Blackburn had de Bucanneer bommenwerper. Met de Havilland versterkte de groep zijn positie in de civiele markt met de Comet en de Trident die in ontwikkeling was.

#### Reorganisaties en Airbus

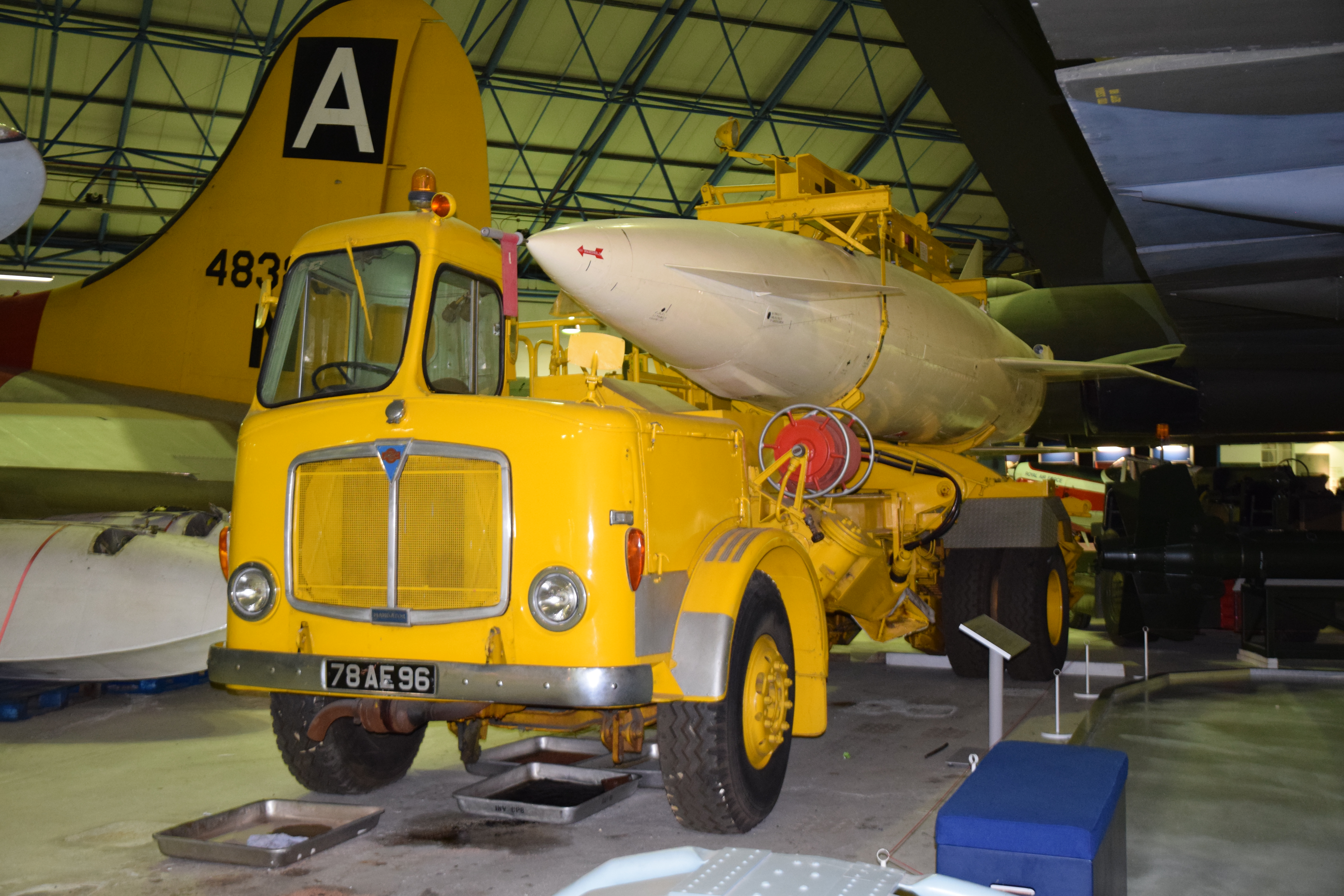
Blue Steel op een AEC vrachtwagen

De groep had lange tijd het beleid de dochterbedrijven veel vrijheid te gunnen. Na de overnames in de tweede helft van de jaren vijftig was dit niet langer efficiënt. Per 1 juli 1963 werd het vliegtuigdeel Hawker Siddeley Aviation (HSA) en de industriële activiteiten, inclusief de geleide raket en ruimtetechnologische operaties, werden opgenomen in Hawker Siddeley Dynamics (HSD) met 15.500 medewerkers. Verder liet men alle afzonderlijke merknamen vallen, waarbij alle producten werden hernoemd tot "Hawker Siddeley" of "HS". De oude merknamen bleven wel gehandhaafd voor de namen van de drie nieuwe divisies van HSA: Avro Withworth, De Havilland en Hawker Blackburn. Bij deze drie werkten in totaal zo'n 39.000 mensen. Naast HSA en HSD werden de overige activiteiten ondergebracht Hawker Siddeley Industries (HSI). 
In 1965 kwam de Britse regering met slecht nieuws voor het bedrijf. Bezuinigingen op de defensiebegroting leidde ertoe dat drie projecten werden gestaakt, waaronder de opvolger voor de Hunter en de HS681, een militair transporttoestel die werd ingevuld met een order van Amerikaanse C-130 Hercules toestellen. De contracten voor de Nimrod en de VTOL straaljager Harrier bleven bestaan. Dit laatste toestel bleef in productie tot in de jaren 1990, en is nog steeds in Amerikaanse dienst. Het beëindigen van de contracten was een zware klap voor HSA en reorganisaties waren noodzakelijk om dit op te vangen. In december 1965 publiceerde het Lord Plowden comité zijn rapport over de Britse luchtvaartindustrie. In het rapport werd Hawker Siddeley Group erkend als het grootste bedrijf, maar een fusie met British Aircraft Corporation (BAC) werd als een mogelijkheid gezien. Medio 1967 werd in het parlement daarover vragen gesteld. Een overheidsbelang werd ook niet uitgesloten. Vanaf 1967 voerde het bedrijf gesprekken met partners in Duitsland en Frankrijk, wat later Airbus zou worden.
In 1969 behaalden HSA en HSD een totale omzet van £201 miljoen en een winst van £5,6 miljoen. HSI was bijna net zo groot met een omzet van £178 miljoen, maar het had hogere winstmarges die zich vertaalde in een winst van ruim £11 miljoen. De Trident verkocht goed en de Harrier was in dienst gekomen bij de RAF en de Amerikanen hadden een order geplaatst voor het United States Marine Corps. De Nimrods waren zo ver dat met de vervanging van de verouderde Shackletons een aanvang kon worden gemaakt. In 1969 werd een overeenstemming bereikt voor de ontwikkeling van de Airbus A300 en HSA kreeg een belang van 37,5% in het consortium. In 1970 was Handley Page failliet gegaan en HSA werd verantwoordelijk voor de ombouw van 25 Victors bommenwerpers tot tanktoestellen.  
Na de verkiezingswinst van Labour in 1974 kwam de fusie met BAC en nationalisering weer terug op de agenda. De combinatie van HSA en HSD telde evenveel werknemers als BAC, allebei 34.000. BAC had wel een iets lagere omzet en maakte maar een derde van de winst die HSA en HSD realiseerde in 1974. Het management was tegen de overheidsplannen, maar kon dit uiteindelijk niet tegenhouden.

### Nationalisering van de vliegtuigproductie
Op 29 april 1977, als resultaat van de Aircraft And Shipbuilding Industries Act, werden HSA en HSD genationaliseerd en samengevoegd met de British Aircraft Corporation (BAC) en Scottish Aviation en vormden British Aerospace (BAe). HSA en HSD maakten ongeveer 25% (ca. £240 miljoen) van de totale omzet van Hawker Siddeley uit.
De resterende niet-luchtvaartonderdelen en buitenlandse bedrijven bleven in het bedrijf achter. In 1976 behaalden deze activiteiten een omzet van £742 miljoen, een nettowinst van £35 miljoen en telde 49.800 medewerkers. Na 1980 werden ze opgenomen in een houderschapsbedrijf, bekend als Hawker Siddeley Group plc. De groep werd gerationaliseerd in de jaren 80, met de focus op spoorwegen, elektronica, instrumentaria en signaleringsapparatuur. Op 12 maart 1992 werd Hawker Siddeley Group plc opgekocht door BTR plc voor £1,5 miljard. In 1991, het laatste jaar als zelfstandig bedrijf, rapporteerde Hawker Siddeley een omzet van £2,2 miljard, waarvan iets minder dan de helft in het Verenigd Koninkrijk, en telde 41.200 medewerkers.

## Hawker Siddeley tegenwoordig
In 1973 nam HS de industriële elektronicafabrikant South Wales Switchgear over. Later bekend als Aberdare Holdings, werd het bedrijf in 1992 hernoemd tot Hawker Siddeley Switchgear (HSS). Ze hebben een Australische dochteronderneming, Hawker Siddeley Switchgear Australia. Een ander bedrijf dat nog steeds de naam draagt is Hawker Siddeley Power Transformers. Orenda Aerospace is het enige overgebleven bedrijf uit het Avro Canada/Hawker Siddeley Canada tijdperk, hoewel enorm gekrompen in grootte en schaal van operaties.

## Tijdlijn
‎{{
}}

## Producten
Een greep uit de Hawker Siddeley producten:

### Vliegtuigen
- HS125
- HS748
- Hawker Siddeley Andover
- HS121 Trident
- Kestrel (1964)
- Harrier (1966)
- P.1154
- Nimrod (1967)
- Hawk (1974)
- Buccaneer - Hawker Siddeley bouwde een aantal S Mk.2B vliegtuigen voor de Royal Air Force
- Gnat
- Hawker Hunter

### Raketten
- Blue Steel missile
- Firestreak missile
- Martel (missile)
- Hawker Siddeley Red Top
- Sea Dart missile
- Sea Slug missile